# スイート・ムーンライト
『スイート・ムーンライト』（すいーとむーんらいと、原題：天旋地戀、英語題：When I Look Upon the Stars）は、1999年に制作された香港映画。日本の東京を舞台として、2組の男女の恋を描くラブストーリー。

## ストーリー
香港のトランジスター工場で忙しい日々を送るケイは、メールで日本の東京にいる恋人のジュンが病気だと知り、休暇願いを出して東京へとやってくる。ところがそのメールは半年も前のもので、ジュンは看病してくれた漫画家のアシスタント・サムと既にいい雰囲気になっていた。落ち込むサムを元気付けてくれたのは、喫茶店で働きながら日本の芸能界を目指しているキキという女の子だった……。

## キャスト
- ケイ：レオ・クー
- キキ：スー・チー
- サム：サム・リー
- ジュン：アニタ・チャン
- ナナ：三田あいり
- 社長：エリック・ツァン

## スタッフ
- 監督：ダンテ・ラム
- 製作総指揮：ジミー・ロウ
- 製作：チャン・ヒンカイ、ゴードン・チャン
- 脚本：チャン・ヒンカイ、ジャネット・チン
- 撮影：トニー・チャン
- 美術：アルフレッド・ヤウ
- 音楽：T2